# Malacocincla
Malacocincla là một chi chim trong họ Pellorneidae.